# Lepidium sisymbrioides
Lepidium sisymbrioides är en korsblommig växtart som beskrevs av Joseph Dalton Hooker. Lepidium sisymbrioides ingår i släktet krassingar, och familjen korsblommiga växter. Inga underarter finns listade i Catalogue of Life.